# Ghostbusters II
Ghostbusters II is een Amerikaanse film uit 1989. De film is het vervolg op Ghostbusters uit 1984, en werd geproduceerd door Ivan Reitman. Alle acteurs uit de originele film spelen ook in dit vervolg mee.

## Verhaal
De film speelt zich vijf jaar na de vorige af. Sinds hun heldhaftige gevecht met Gozer is het met de Ghostbusters bergafwaarts gegaan. Hun bedrijf is gesloten door de vele rechtszaken die tegen hen zijn aangespannen. Ray Stantz is nu eigenaar van een boekwinkel gespecialiseerd in boeken over occultisme. Samen met Winston Zeddemore treedt hij nog weleens op bij kinderfeestjes. Peter Venkman heeft zijn eigen talkshow. Egon Spengler is nu een paranormaal onderzoeker. Dana Barrett heeft inmiddels een zoontje genaamd Oscar, en restaureert als beroep oude schilderijen.
Een van de schilderijen is van Vigo de Karpatiër, een wrede Moldavische heerser uit Karpato-Roethenië van de 16e eeuw. Wat niemand weet is dat de geest van Vigo in dit schilderij huist, en uit is op wraak en weer terug op aarde wil keren. Op een dag komt Dana terug van een boodschap samen met haar zoontje die in de kinderwagen ligt. Bij het aanspreken van de conciërge gaat de kinderwagen er plots vandoor en staat na een dolle rit pas stil, midden op een drukke straat. Ternauwernood kan Dana haar kind redden. Ze waarschuwt Spengler en Ray, die vermomd als straatwerkers de zaak onderzoeken. De twee ontdekken een rivier vol van dik roze slijm in een verlaten metrotunnel onder First Avenue. Ondertussen, in het museum, wordt Dr. Janosz Poha benaderd door de geest van Vigo. Hij wil dat Janosz hem het kind van Dana brengt zodat Vigo bezit van dit kind kan nemen om weer te leven.
De Ghostbusters nemen een stukje van het slijm mee, en ontdekken dat het reageert op emoties. Negatieve emoties maken het slijm sterker en laten het groeien, terwijl positieve emoties het slijm kinetische energie geven. De Ghostbusters besluiten weer bijeen te komen, daar de rivier van slijm een teken is dat er iets bovennatuurlijks gaande is. Peter bezoekt Dana in het museum, en ziet het schilderij van Vigo. Hij vertelt zijn collega’s dat Vigo een machtige tovenaar was, die toen hij 105 jaar oud was op wrede wijze werd geëxecuteerd. Op het schilderij is een rivier van slijm zichtbaar gelijk aan die in de metrotunnel. Het slijm wordt gevoed door de vele negatieve emoties in New York. Wanneer de Ghostbusters de burgemeester willen waarschuwen, worden ze door zijn assistent opgesloten in een inrichting.
Die avond ontvoert Janosz Oscar en neemt hem mee naar het museum, gevolgd door Dana. Ondertussen breekt het slijm uit het riool en wordt het hele museum ermee bedekt. Overal in New York duiken wederom geesten op. De burgemeester laat de Ghostbusters vrij, maar ze kunnen zelfs met hun wapens niet door het slijm heen branden. Alleen een grote lading positieve energie kan het slijm verjagen. Met behulp van wat slijmmonsters en muziek brengen de Ghostbusters het Vrijheidsbeeld tot leven, en sturen haar op het museum af. Het beeld maakt bij iedereen positieve gevoelens los, en het slijm wijkt terug. De Ghostbusters dringen het museum binnen, alwaar ze Vigo verslaan.

## Rolverdeling
| Acteur                                                | Personage                   |
| ----------------------------------------------------- | --------------------------- |
| Bill Murray                                           | Dr. Peter Venkman           |
| Dan Aykroyd                                           | Dr. Raymond Stantz          |
| Harold Ramis                                          | Dr. Egon Spengler           |
| Ernie Hudson                                          | Winston Zeddemore           |
| Sigourney Weaver                                      | Dana Barrett-Venkman        |
| Rick Moranis                                          | Louis Tully                 |
| Annie Potts                                           | Janine Melnitz              |
| Peter MacNicol                                        | Dr. Janosz Poha             |
| Harris Yulin                                          | Rechter Stephen Wexler      |
| David Margulies                                       | Burgemeester Lenny Clotch   |
| Kurt Fuller                                           | Jack Hardemeyer             |
| Wilhelm von Homburg                                   | Vigo de Karpatiër           |
| William T. Deutschendorf en Henry J. Deutschendorf II | Baby Oscar                  |
| Cheech Marin                                          | Havenmeester                |
| Ivan Reitman                                          | Slimer (stemrol, onvermeld) |

## Achtergrond

### Ontwikkeling
Na het succes van de eerste film en de spin-offserie The Real Ghostbusters besloot Columbia Pictures een sequel te maken. Dan Aykroyd, Harold Ramis en Ivan Reitman hadden hier echter hun twijfels over daar de eerste film als een enkel verhaal was bedoeld en ze graag verder wilden met andere projecten. Uiteindelijk gingen ze akkoord en schreven ze een script.

### Ontvangst
De film werd door fans goed ontvangen, maar kreeg van critici gemengde reacties. In de verkoop deed de film het wel goed. In het openingsweekend bracht de film $29.472.894 op, en was daarmee tot dan toe de financieel meest succesvolle film van 1989. Dit record werd na een week echter alweer verbroken door Batman.

### Stripverhalen
Het verhaal van de film werd verwerkt in drie delen van de stripserie The Real Ghostbusters, gepubliceerd door NOW Comics. De stripversie bevat een aantal extra scènes die nooit in de film zijn verwerkt, zoals een scène waarin Vigo bezit neemt van Ray.

### Filmmuziek
- Ghostbusters, de originele muziek uit de eerste film, geschreven en gezongen door Ray Parker jr.
- On Our Own, gezongen door Bobby Brown, die ook een cameo heeft in de film als een portier.
- Ghostbusters, een rap gezongen door Run-D.M.C.
- Flip City, uitgevoerd door Glenn Frey.
- Twee versies van 'Higher And Higher', geschreven door Gary Jackson, Carl Smith en Raynard Miner

1. (originele versie), uitgevoerd door Jackie Wilson
2. (updated versie), uitgevoerd door Howard Huntsberry

- Spirit, een rap uitgevoerd door Doug E. Fresh & The Get Fresh Crew.
- Flesh 'N Blood, uitgevoerd door Oingo Boingo.
- We're Back, uitgevoerd door Bobby Brown

## Prijzen en nominaties
In 1990 werd Ghostbusters II genomineerd voor 3 prijzen, waarvan hij er 2 won:
- De BMI Film Music Award - gewonnen
- De BMI Film & TV Awards voor Most Performed Song from a Film – gewonnen.
- De Young Artist Award voor Best Family Motion Picture - Comedy